# 森田卓爾

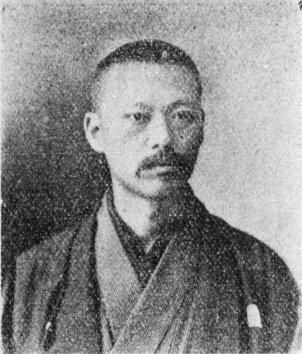
森田卓爾

森田 卓爾（もりた たくじ、慶応2年2月1日（1866年3月17日） - 昭和3年（1928年）4月13日）は、日本の衆議院議員（憲政本党）。弁護士。

## 経歴
安芸国高田郡根野村（現在の広島県安芸高田市）出身。最初慶應義塾に入学したが、東京専門学校（現在の早稲田大学）に移り、1886年（明治19年）に卒業した。翌年、代言人試験に合格し、東京にて開業。1889年（明治22年）に広島市に事務所を移し、広島弁護士会長にたびたび選ばれた。
1902年（明治35年）、第7回衆議院議員総選挙に出馬し、当選。第8回、第9回でも再選を果たした。